# Liste der Museen im Kreis Euskirchen
Die Liste der Museen im Kreis Euskirchen enthält Museen im Kreis Euskirchen, die unter anderem Kunst, Kultur und Naturgeschichte vorstellen.

## Liste der Museen
| Bezeichnung                                   | Ort                | Bemerkungen                        | Bild |
| --------------------------------------------- | ------------------ | ---------------------------------- | ---- |
| Handwebmuseum                                 | Bad Münstereifel   |                                    |      |
| Römische Kalkbrennerei Iversheim              | Bad Münstereifel   |                                    |      |
| Apotheken-Museum Bad Münstereifel             | Bad Münstereifel   |                                    |      |
| Natur- und Landschaftsmuseum                  | Bad Münstereifel   |                                    |      |
| Museum für Puppen und Spielzeug               | Bad Münstereifel   |                                    |      |
| Hürten-Museum                                 | Bad Münstereifel   | Heimatmuseum                       |      |
| Eifelmuseum Blankenheim                       | Blankenheim        |                                    |      |
| Karnevalsmuseum Blankenheim                   | Blankenheim        |                                    |      |
| Naturkundliche Ausstellung                    | Blankenheim        | Im Hirtenturm. Im Sommer geöffnet. |      |
| Stadtmuseum Euskirchen                        | Euskirchen         |                                    |      |
| Tuchfabrik Müller                             | Euskirchen         |                                    |      |
| Feuerwehrmuseum Flamersheim                   | Euskirchen         |                                    |      |
| Besucherbergwerk und Museum „Grube Wohlfahrt“ | Hellenthal         |                                    |      |
| ArsTecnica                                    | Hellenthal         |                                    |      |
| Arskrippana                                   | Hellenthal         |                                    |      |
| Bergbaumuseum Mechernich                      | Mechernich         |                                    |      |
| LVR-Freilichtmuseum Kommern                   | Mechernich-Kommern |                                    |      |
| Naturschutzzentrum Eifel                      | Nettersheim        |                                    |      |
| Rotkreuz-Museum vogelsang ip                  | Schleiden          |                                    |      |
| Geschichtswerkstatt Zülpich                   | Zülpich            |                                    |      |
| Museum der Badekultur                         | Zülpich            |                                    |      |
| Hubert Salentin-Museum                        | Zülpich            |                                    |      |